# Biscuit de Bruxelles

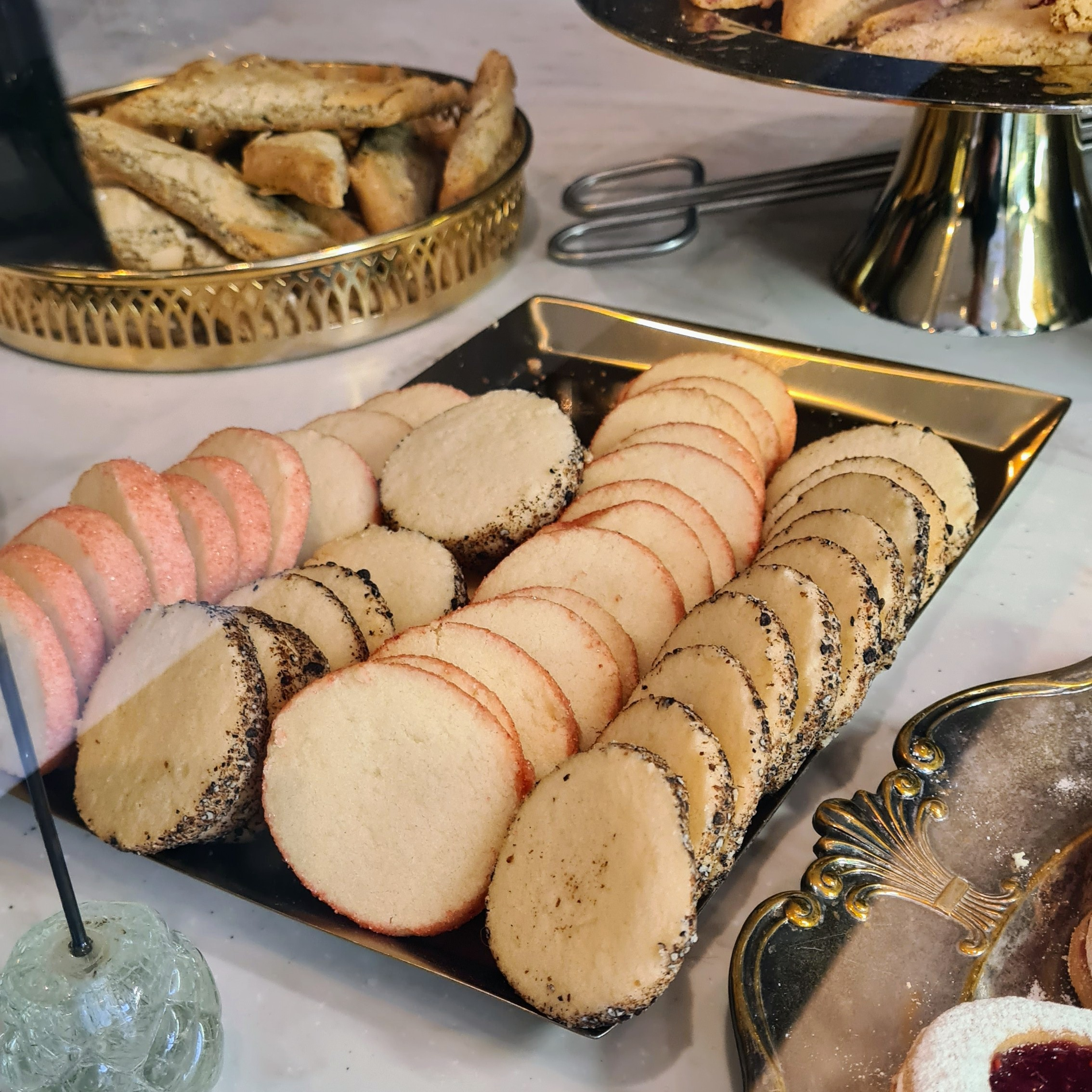
Biscuits de Bruxelles.

Le biscuit de Bruxelles (Brysselkex) est un biscuit plat et rond parfumé à la vanille et entouré d'une bordure rose.
C'est l'un des biscuits typiques de la tradition culinaire suédoise des sept sortes de biscuits.